# Автошлях Н 32
Автошля́х Н 32 — автомобільний шлях територіального значення у Донецькій та Луганській областях. Пролягає територією Покровського, Краматорського, Бахмутського, Сіверськодонецького та Алчевського районів через Покровськ — Мирноград — Новоекономічне — Костянтинівку — Бахмут — Попасну — Сокологірськ — Ірміно — Кадіївку — Брянку — Алчевськ — Михайлівку. Загальна довжина — 137,4 км.

## Маршрут
Автошлях проходить через такі населені пункти:
| Автошлях Т 0504          |              |
| Донецька область         |              |
| Покровський район        |              |
| Покровськ                | E50М30Т 0515 |
| Рівне                    |              |
| Мирноград                |              |
| Новоекономічне           |              |
| Малинівка                |              |
| Краматорський район      |              |
| Бересток                 | Н20          |
| Костянтинівка            | Т 0516       |
| Бахмутський район        |              |
| Іванівське               |              |
| Бахмут                   | Т 0513Т 1302 |
|                          | E40М03       |
| Луганська область        |              |
| Сіверськодонецький район |              |
| Попасна                  |              |
| Алчевський район         |              |
| Сокологірськ             | Т 1316       |
| Ірміно                   |              |
| Кадіївка                 | Т 1317       |
| Брянка                   |              |
| Алчевськ                 |              |
| Карпати                  |              |
| Михайлівка               | E40М30Т 1315 |